# О чём не говорят (фильм)
«О чём не говорят» (пол. O czym się nie mówi...) — польская драма, чёрно-белый фильм 1939 года по одноимённому роману Габриели Запольской.

## Сюжет
Красивая девушка Франия Вонторек знакомится с банковским служащим. Он влюбляется, зовёт её «Утро». Девушка также влюблена, однако она не такая «невинная», как он думает. И познакомились они слишком поздно, потому что Франия из-за бедности пошла по «кривой дорожке».

## В ролях
- Станислава Ангель-Энгелювна — Франия Вонторек, называемая «Утро»
- Мечислав Цибульский — Краевский, банковский служащий
- Ина Бенита — Манька
- Станислава Высоцкая — Романова
- Людвик Семполинский — Кониц
- Станислав Селяньский — Флечик
- Богуслав Самборский — Корнблюм, директор кабаре
- Зофья Вильчиньская — девушка из кабаре
- Ядвига Букоемская — певица в кабаре
- Стефания Гурская — гладильщица
- Ванда Яршевская — старшая госпожа